# 鬧公婆
闹公婆是中式婚禮中闹洞房的其中一種形式，在場親友戲弄新郎的父母。

## 做法
具体做法是将公婆的脸上涂上锅底的黑灰。公公要戴写着“扒灰佬”或“烧火佬”的高帽子，或者挂着写着“扒灰佬”或“烧火佬”的牌子，有时“扒灰棒”。婆婆则腰绑牛角，耳朵戴两只用大红辣椒穿成的耳环，叫做“牛角婆婆”或“歪辣婆婆”。

## 意義
公公以锅灰涂黑脸代表“扒灰佬”，而扒灰佬则指和儿媳妇通奸之辈：旧时寺庙香火旺盛，锡箔焚于香炉中灰积日多，由灰中炼锡出售可得厚利。因此有人扒取香灰，盗炼锡以出售牟利；扒灰即偷锡，媳和锡同音，所以扒灰即偷媳。与其相近之词的还有“烧火”，乃烧火焚化锡箔成灰，民间遂以“扒灰佬”和“烧火佬”来讥讽和儿媳乱伦偷情的公公。如此闹公公其实是寓教于闹、寓教于乐，警示公公须时刻注意检点自己的行为，对儿媳要像女儿一样疼爱，绝不能犯下有悖于人伦、伤天害理、大逆不道的乱伦之罪。婆婆涂黑脸代表婆婆黑着脸，不给儿媳好脸色。牛脾气倔，不好驾驭，惹急了还爱用牛角顶人。辣椒表示厉害，预示着婆婆厉害，不好伺候。如此闹婆婆，意在提醒婆婆在以后的日子里一定要处理好婆媳关系。也有部分地区不用锅灰将公婆的脸涂黑，而用胭脂涂红，但用意相同：与儿媳通奸乃让人脸红之丑事；生气时脸红，意指婆婆对儿媳总是发脾气。

## 變異
鬧公婆原意是告誡公婆要恪守禮節，對兒媳以禮相待，然而，現時中国大陆闹公婆时，却有反其道而行，让公公和儿媳做出种种亲昵动作，以致气走丈母娘之事。